# Pandaka lidwilli
Pandaka lidwilli är en fiskart som först beskrevs av Mcculloch, 1917.  Pandaka lidwilli ingår i släktet Pandaka och familjen smörbultsfiskar. Inga underarter finns listade i Catalogue of Life.